# Rue des Perchamps
La rue des Perchamps est une voie du 16e arrondissement de Paris, en France.

## Situation et accès
La rue des Perchamps est une voie publique située dans le 16e arrondissement de Paris. Elle débute au 20, rue d'Auteuil et se termine au 59 bis, rue Jean-de-La-Fontaine.
Le quartier est desservi par les lignes 9 et 10 aux stations Église d’Auteuil et Michel-Ange - Auteuil et par la seule ligne 10 à la station Église d’Auteuil.

## Origine du nom
Cette voie porte le nom d'un ancien lieu-dit, qui descendrait des termes pares campi, « champs de l'égalité ». Deux hypothèses existent quant à son étymologie, soit une référence au cimetière auquel elle menait, soit à des champs de superficie similaire. Ce lieu-dit porta successivement les noms de Perchants, Perchants-à-la-Croix (1492), Petit-Perchamp, vidange de la Ville (1650) puis Grand-Perchamp (1773).

## Historique
Cette voie de l'ancienne commune d'Auteuil, qui existait déjà au XIVe siècle, portait le nom de « ruelle des Perchamps » en 1626.
Elle est classée dans la voirie parisienne par le décret du 23 mai 1863.
En raison de son caractère tortueux, son tracé est rectifié en 1892.

## Bâtiments remarquables et lieux de mémoire
La rue des Perchamps est connue pour avoir abrité le logement de plusieurs personnalités du XXe siècle, comme André Gide et José Artur[réf. souhaitée].
La façade arrière de l'hôtel Véron est visible depuis la rue.
- No 17 : la joueuse de tennis Suzanne Lenglen y vécut à partir de 1929, déménageant ensuite 4 square Jean-Paul-Laurens, dans le même arrondissement[2].
- Nos 21 à 35 : immeuble de huit étages à usage résidentiel comprenant 50 logements et ateliers d’artistes[3] de style Art déco réalisé par l’architecte Henri Sauvage, en 1929-1932[4], avec un habillage en céramique de l'entreprise Gentil & Bourdet sur toute la hauteur des façades et des ateliers donnant sur de grands bow-windows en hauteur. L'édifice, appelé  le Studio Building, est inscrit à l’Inventaire supplémentaire des monuments historiques en 1975. Sa façade a été ravalée en 1990[5]. L’entrée principale se trouve au 65, rue Jean-de-La-Fontaine.
- No 30 : ambassade de République centrafricaine en France.
- No 38 : école maternelle publique.

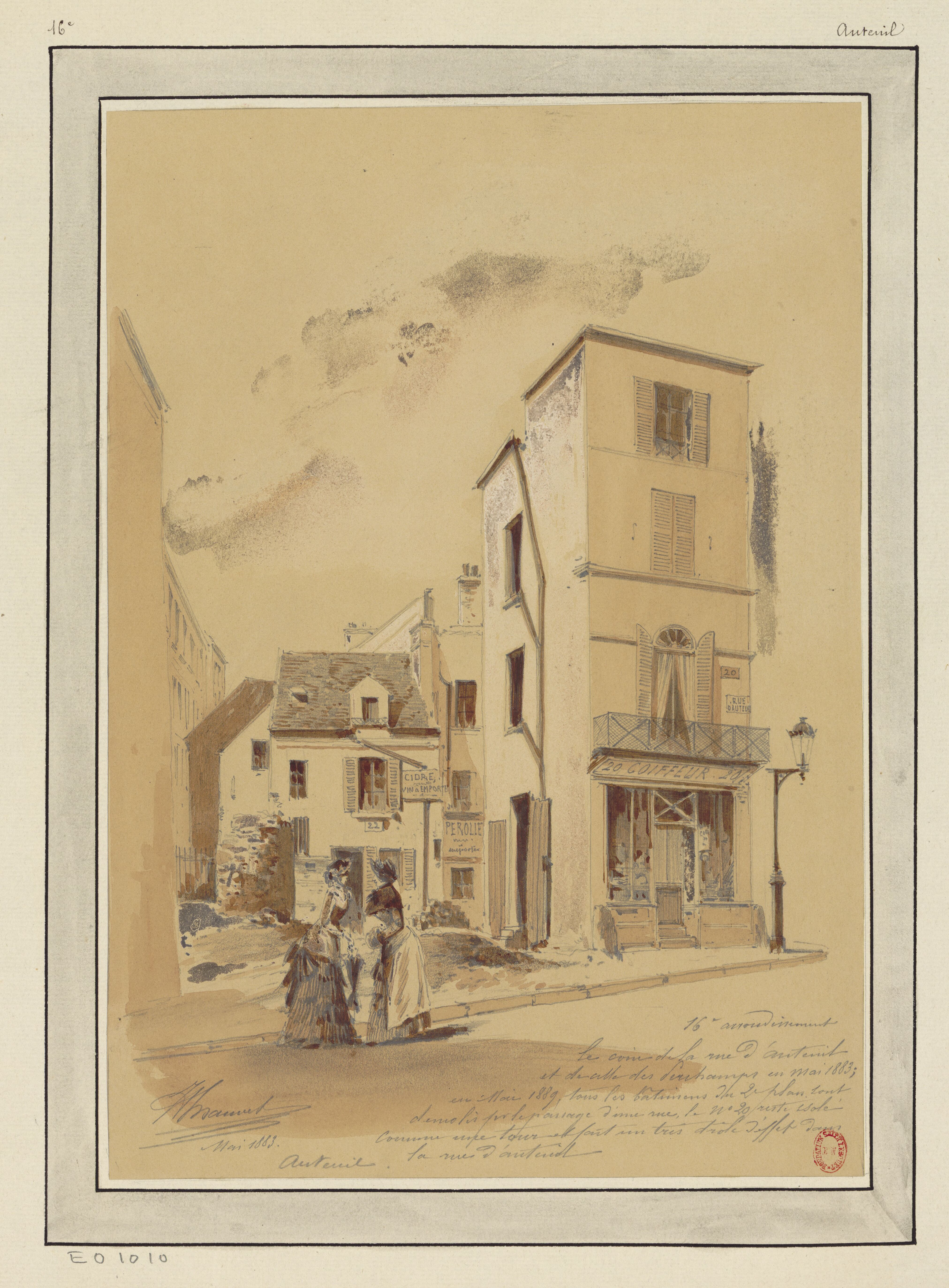
Le coin de la rue d'Auteuil et de celle des Perchamps en mai 1883 (dessin de Jules-Adolphe Chauvet).
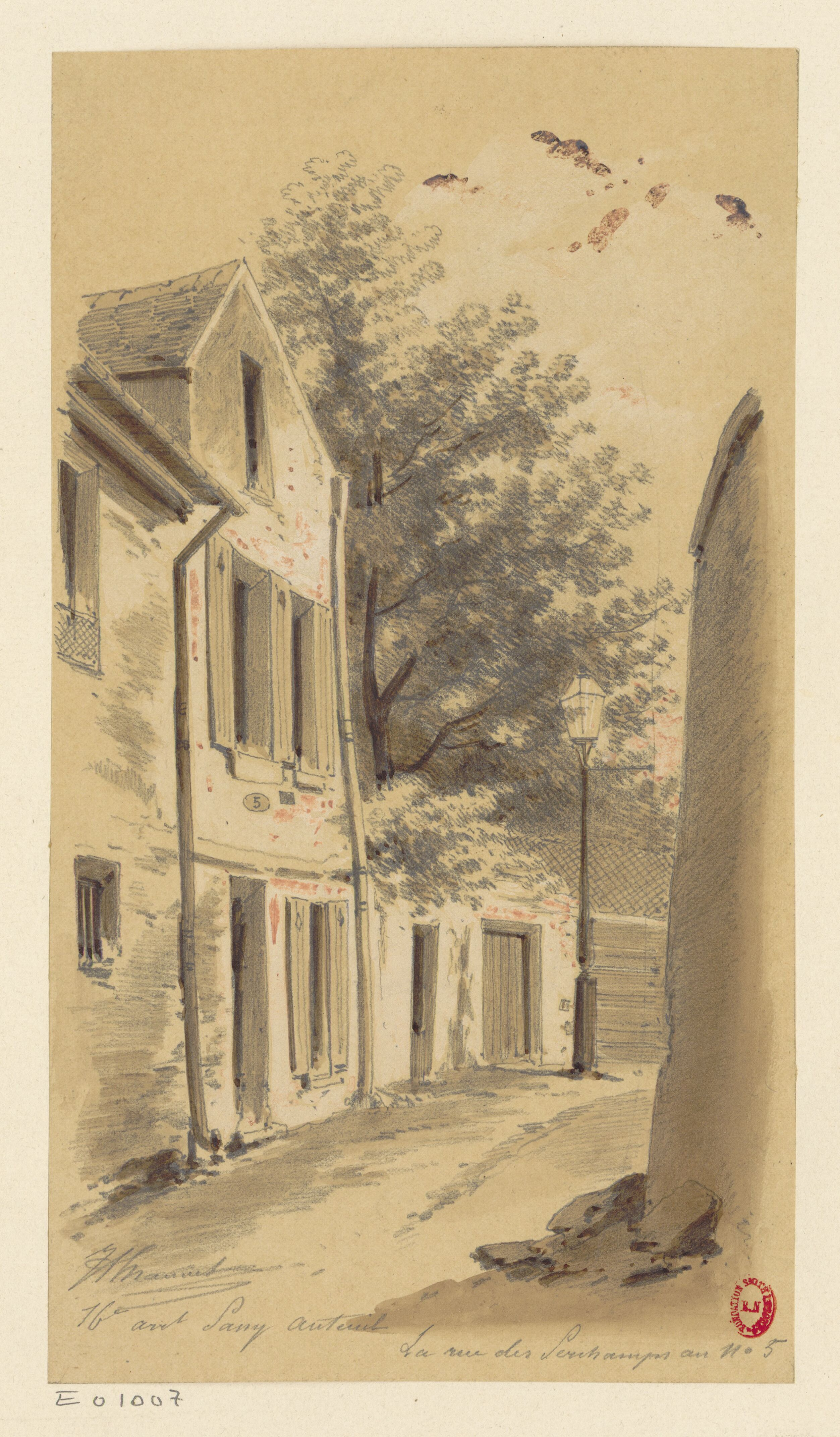
Le No 5 en 1879 (dessin de Jules-Adolphe Chauvet).
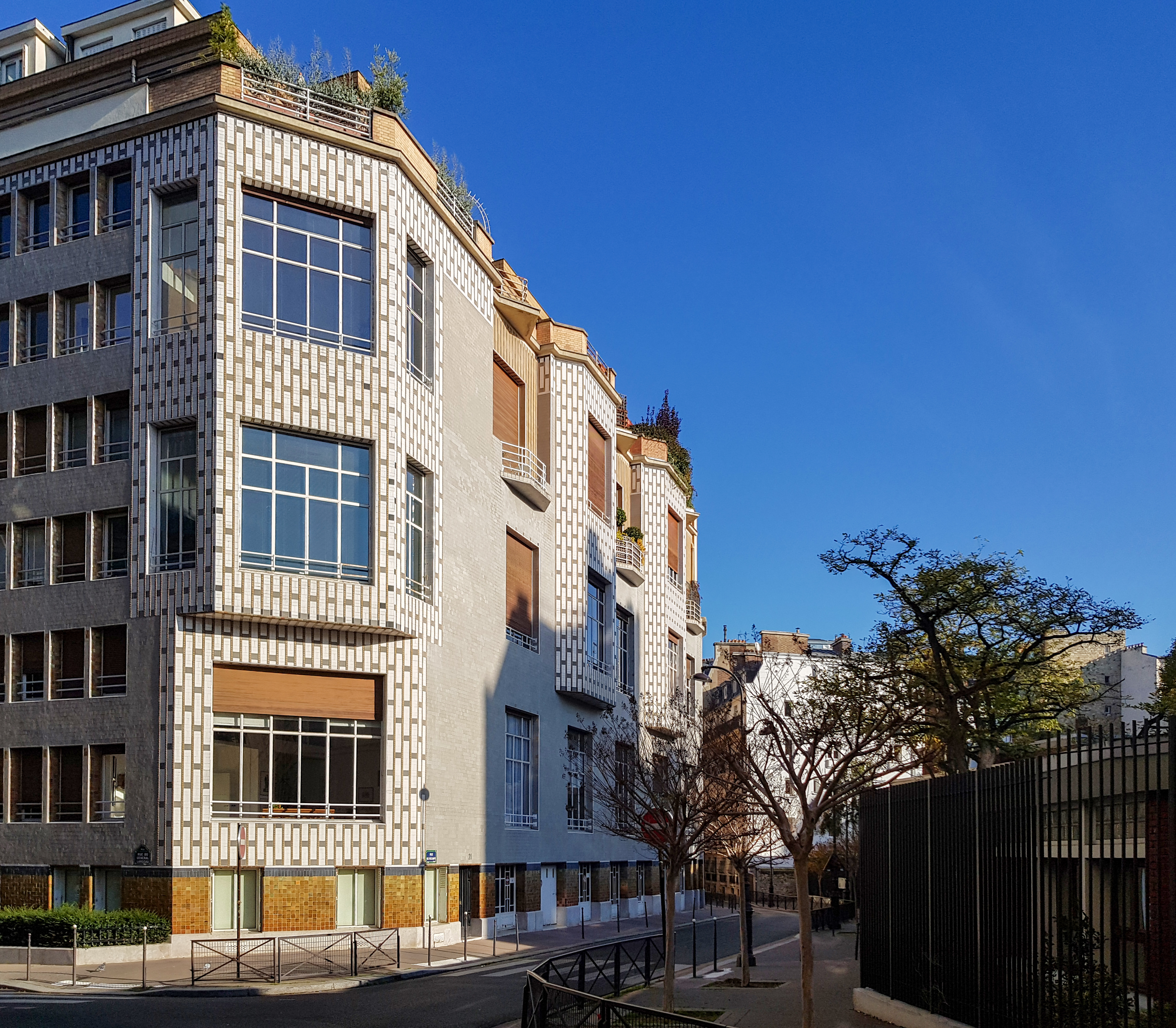
No 21.
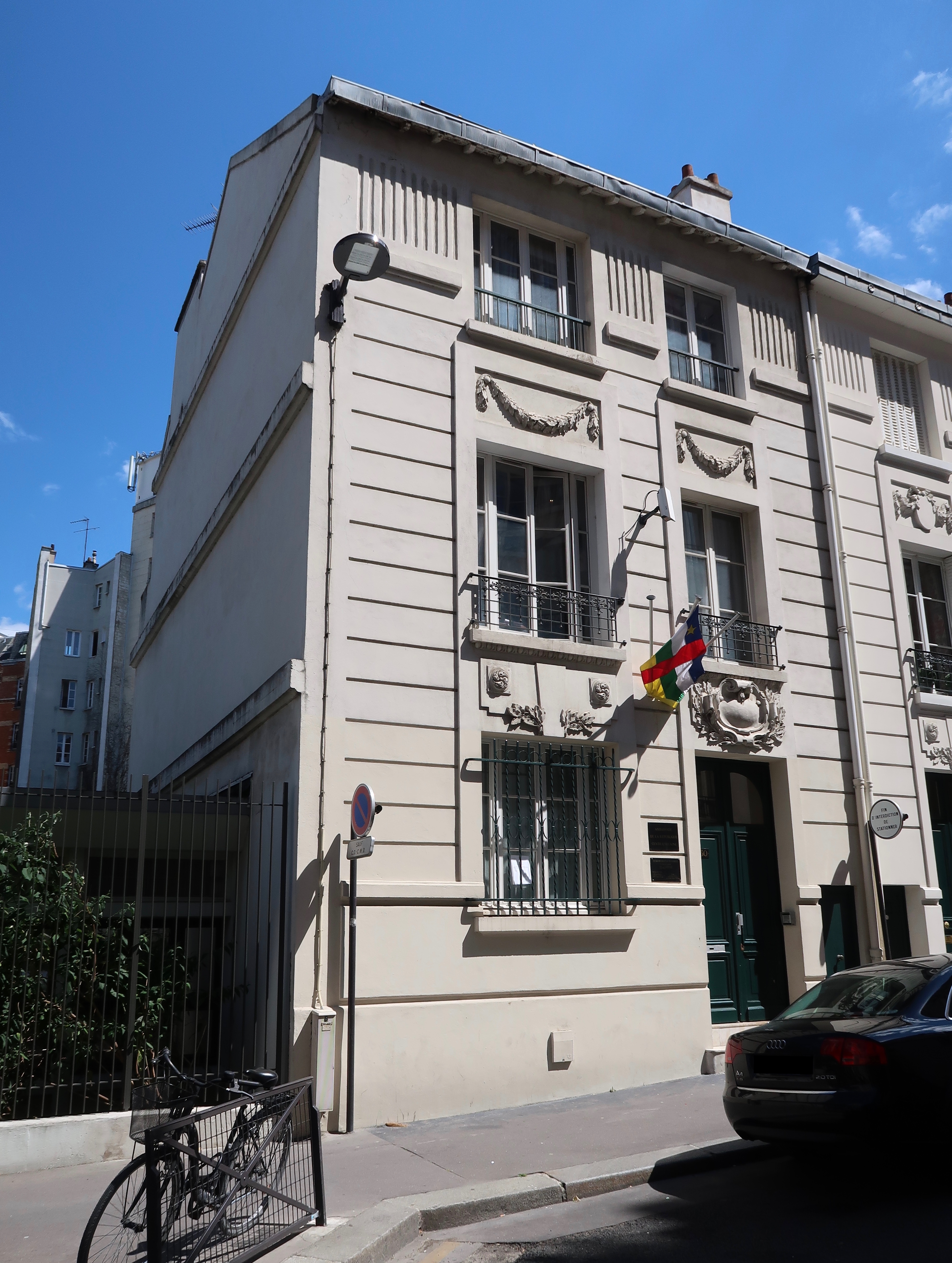
No 30.
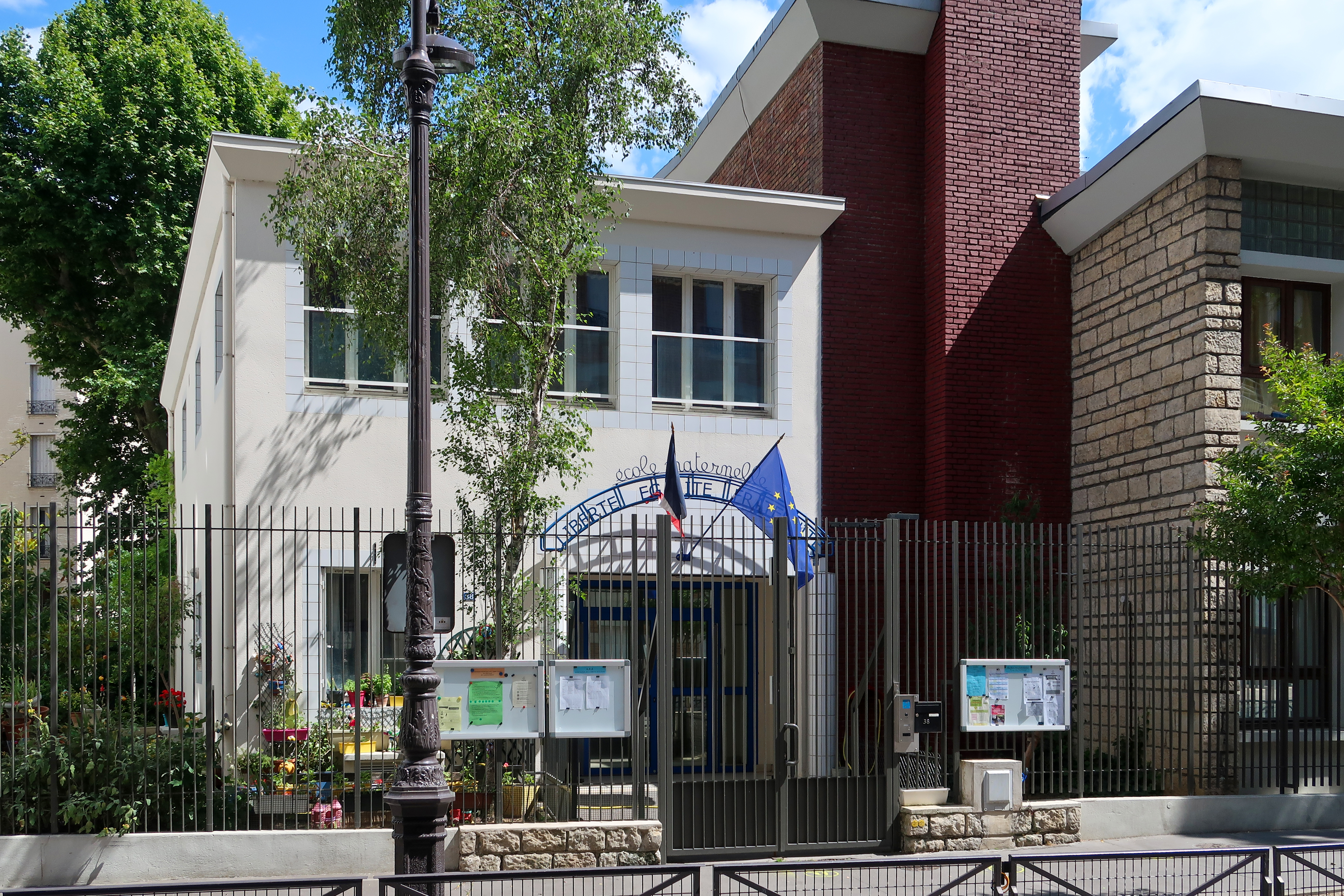
No 38.